# Smaranda Vultur
Smaranda Maria Vultur (née le 17 mars 1950 à Timișoara) est une philologue, essayiste et historienne roumaine, spécialisée en l'histoire des cultures et l'anthropologie culturelle. Dans ses recherches elle s'est intéressée, entre autres, à la communication intergénérationnelle, à l'histoire orale, aux mémoires privées et collectives, aux identités culturelles etc.

## Biographie
Smaranda Vultur est née à Timișoara, la capitale du Banat, région frontalière au sud-ouest de la Roumanie, caractérisée, dans le passé et encore aujourd'hui, par sa diversité culturelle. Elle est issue d'une famille d'intellectuels roumains, son père Gheorghe Bǎcanu étant médecin et universitaire, ex-recteur de l'université de médecine de la ville, et sa mère Lucia étant universitaire et géographe.
Smaranda Vultur a fini en 1973 des études de philologie roumaine et française à l'université de Bucarest, et en 1985 a soutenu sa thèse de doctorat sur l'intertextualité sous la direction du professeur Alexandru Rosetti. Ensuite elle a suivi des programmes de perfectionnement en sémiotique à Urbino en Italie et en histoire orale dans trois universités aux États-Unis.
Après 1990 elle a enseigné comme lectrice de langue et littérature roumaine à la Sorbonne à Paris, à l'université Jagellonne de Cracovie et à l'université de Pise. 
De 1997 à sa retraite, elle est maître de conférences aux facultés d'histoire, de lettres et de théologie a l'université de l'Ouest de Timișoara.
Dans les années 1999-2001 elle a travaillé comme chercheuse a l'École des hautes études en sciences sociales à Paris.
Smaranda Vultur est membre de l'Union des écrivains roumains (1998) et du PEN-Club de Roumanie (2003).

## Activité
Smaranda Vultur a fait son début en 1968 avec des poésies dans le magazine littéraire Orizont de Timișoara. Après 1991 elle a entrepris des recherches d'histoire orale concentrées sur les histoires des vies collectées parmi les membres des divers groupes ethniques et secteurs culturels de la région de Banat. Parmi ceux-là elle rechercha les histoires orales des Allemands de Banat pendant les déportations en masse au Bărăgan ordonnées par le régime communiste dans les années 1951-1956, des histoires de vie racontées par les dernières générations de Juifs restées en Banat. Sa recherche sur la déportations des Allemands au Bărăgan fait part du Rapport de la Commission d'analyse de la dictature communiste dirigée par Vladimir Tismăneanu.
Depuis 1997, dans le cadre de la fondation La Troisième Europe Smarada Vultur a fondé un groupe de recherche de l'histoire orale et d'anthropologie culturelle, et avec son aide a créé une archive riche en témoignages, histoires orales, documents, photographies sur de divers groupes ethniques qui vivaient ou vivent dans le Banat roumain — Souabes de Banat, Juifs, réfugiés roumains et d'autre origine de Bessarabie et Bucovine, Lorrains , etc..
Smaranda Vultur publie régulièrement des articles dans la revue culturelle roumaine Revista 22 et est une des rédactrices de la revue Colloquium politicus. 
Elle est mariée à Ioan Vultur (d), essayiste et universitaire.

## Prix et distinctions
- 1992 Prix de l'Union des écrivains roumains pour un travail de début dans les domaines des essais, la critique ou la théorie littéraire - pour Infinitul mărunt

## Livres
- 1992 - Infinitul mărunt. De la configurația intertextuală la poetica operei (Le petit infinit. Depuis la configuration intertextuelle a la poétique de l'œuvre)
- 1997 - Istorie trăită, istorie povestită. Deportarea în Bărăgan  - 1997 (Histoire vécue, histoire racontée. La Déportation au Bărăgan)
- 2000 - en collaboration  et rédacteur - Lumi în destine. Memoria generațiilor de început de secol din Banat (Mondes et destins. Mémoire des générations du début du siècle en Banat)
- 2001  - Scene de viață. Memorie și diversitate culturală. Timișoara. 1900-1945  (Scènes de vie. Mémoire et diversité culturelle. Timișoara 1900-1945) (album bilingue, édité par le Centre culturel français de Timisoara)

- 2002 - Memoria Salvată. Evreii din Banat, ieri și azi  (La Mémoire sauvée. Les Juifs de Banat, hier et aujourd'hui)
- 2010 - avec  Adrian Onică: Basarabeni și bucovineni în Banat. Povestiri de viață  ) (Des Bessarabiens et des Bucoviniens en Banat. Histoires de vie)
- 2012 - Francezi în Banat, bănățeni în Franța  (Des Français en Banat, des gens de Banat en France)
- a contribué à quelques livres sur le style dans le roumain littéraire  - " Stilurile nonartistice ale limbii române literare în secolul al XIX-lea” (Les Styles nonartistiques du roumain littéraire au XIXe siècle)